# Дюрр, Рихард
Риха́рд Дю́рр (нем. Richard Dürr; 1 декабря 1938, Санкт-Галлен — 29 мая 2014, Lausanne University Hospital) — швейцарский футболист, игравший на позиции полузащитника. Участник чемпионатов мира (1962, 1966).

## Биография

### Клубная карьера
Дюрр начинал карьеру в клубе «Янг Бойз», в котором отыграл два сезона и выиграл чемпионат Швейцарии 1960 года.
В 1961 году перешёл в «Лозанну», в составе которой прошла его основная карьера. Отыграв 10 сезонов в составе этой команды, он стал чемпионом Швейцарии в 1965 году, а также выиграл 2 Кубка Швейцарии в 1962 и 1964 годах.
Завершил карьеру игрока в клубе «Ксамакс», в котором отыграл один сезон.

### Карьера в сборной
В составе сборной Швейцарии был участником играл на двух чемпионатах мира (1962, 1966), на которых швейцарцы выступали неудачно, занимая в группе последнее место. Всего за сборную Швейцарии сыграл 29 матчей, в которых забил 1 гол.

### Смерть
Скончался 30 мая 2014 года в возрасте 75 лет от рака.

## Достижения
«Янг Бойз»
- Чемпион Швейцарии (1): 1959/60

«Лозанна»
- Чемпион Швейцарии (1): 1964/65
- Обладатель Кубка Швейцарии (2): 1961/62, 1963/64